# Ранко Каурин
Ранко Каурин (Средице, Кључ 26. јун 1962) је потпуковник Војске Републике Српске и ОСБиХ. 

## Биографија
Школу ученика у привреди завршио је у Кључу, а Факултет политичких наука, одсјек општенародне одбране и друштвене самозаштите, 1986. у Сарајеву. У професионалну војну службу примљен је 1989, са чином поручника. Службовао је у гарнизонима Љубљана и Тузла. Службу у ЈНА завршио је на дужности командира чете, у чину поручника. У ВРС је био од дана њеног оснивања до расформирања, 31. децембра 2005. Био је командир чете, командант батаљона, помоћник команданта за морал, вјерске и правне послове и командант 2. озренске лаке пјешадијске бригаде. У чин потпуковника унапријеђен је 12. маја 2003. Професионалну војну службу наставио је у Оружаним снагама БиХ, у команди за управљање персоналом, обављајући дужност официра за развој система каријере и дужност начелника одсјека за управљање бројним
стањем. Пензионисан је 26. јуна 2017.